# Rhinobatos blochii
Rhinobatos blochii är en rockeart som beskrevs av Müller och Henle 1841. Rhinobatos blochii ingår i släktet gitarrfiskar, och familjen Rhinobatidae. IUCN kategoriserar arten globalt som livskraftig. Inga underarter finns listade i Catalogue of Life.